# Kalala Ntumba
Kalala Ntumba (ur. 7 stycznia 1949, zm. 11 stycznia 2021) – kongijski piłkarz występujący na pozycji napastnika. Uczestnik Mistrzostw Świata 1974.

## Kariera klubowa
Podczas MŚ 1974 reprezentował barwy klubu AS Vita Club.

## Kariera reprezentacyjna
Razem z reprezentacją Zairu uczestniczył w Mistrzostwach Świata 1974. Wystąpił tam w przegranym 0-3 meczu z reprezentacją Brazylii.